# Hatt-i Sharif
Hatt-i Sharif (pismo monarsze z Gülhane). Edykt wydany w Turcji 3 listopada 1839 przez sułtana Abdülmecida I zapoczątkowujący okres tanzimatu w Turcji.  
Inicjatorem zmian i reform w Turcji był Wielki wezyr Raszid Pasza. Edykt obiecywał zniesienie systemu dzierżawy podatków, wprowadzenie proporcjonalnych i sprawiedliwych podatków, zreorganizowanie wojska i równouprawnienie religijne. Gwarantował wszystkim poddanym bezpieczeństwo osobiste i majątkowe, sprawiedliwe sądzenie.